# كوسرت رسول علي
كوسرت رسول علي(1952- ) سياسي عراقي و النائب الأول لسكرتير الاتحاد الوطني الكردستاني الذي يتزعمه جلال طالباني.

## حياته
ولد كوسرت عام 1952، في قرية شيواشوك في أربيل، وبعد تأسيس الاتحاد الوطني الكردستاني عام 1975، التحق بصفوف الحزب مناضلا وقياديا بارزا، وتسلم مناصب قيادية في الحزب حتى أصبح النائب الأول لسكرتير الحزب وهو يعتبر الشخص الثاني في الاتحاد الوطني الكردستاني.

## القاء القبض
في 19 أكتوبر، 2017، أصدرت محكمة عراقية حكماً بالقاء القبض على كوسرت رسول، بسبب وصفه للقوات العراقية التي دخلت كركوك بال «محتلة».

## وصلات متعلقة
http://www.elaph.com/Web/opinion/2010/5/565543.html
http://www.kurdefrin.com/vb/t6750.html
http://www.iraq11.com/index.php?option=com_content&view=article&id=7850:2011-06-02-22-50-39&catid=1&Itemid=2